# Twisted Metal: Black
Twisted Metal: Black è un videogioco di combattimento tra veicoli sviluppato dal team Incognito Entertainment e pubblicato dalla Sony nel giugno del 2001. È il quinto videogioco della serie di Twisted Metal.

## Trama
Calypso, il creatore di Twisted Metal, decide di indirne una nuova edizione. Il torneo, a cui partecipano prevalentemente criminali fuggiti dal manicomio criminale di Blackfield, si svolge all'interno di diverse arene della città fittizia di Midtown, in cui i malviventi si affrontano a bordo di veicoli di ogni tipo pesantemente armati e corazzati. L'ultimo combattente che sopravviverà ai vari scontri potrà chiedere l'esaudimento di un desiderio allo stesso Calypso, qualunque esso sia. Dopo aver completato il gioco con tutti i 15 personaggi, si scoprirà che l'intera competizione non è altro che una visione distorta della realtà all'interno della mente del serial killer Sweetooth, celebre protagonista della serie.

## Modalità di gioco
In singolo vengono proposte le modalità storia, sfida e resistenza, in cui l'obbiettivo è sempre il medesimo, e cioè rimanere l'ultimo pilota ancor vivo nell'arena. Le ambientazioni contengono numerosi elementi distruttibili che spesso conducono ad aree segrete in cui accedere a svariati bonus. Le varie armi si attivano recuperando le icone sparse sul campo di battaglia, eccezion fatta per le mitragliatrici fisse montate sui veicoli e per i colpi speciali che si rigenerano autonomamente. La barra di salute può essere ricaricata tramite degli appositi punti di rigenerazione oppure tramite dei medikit sganciati da un elicottero. Se il giocatore perderà tutte le vite a disposizione, la partita avrà termine.
Le modalità multiplayer sono sostanzialmente le stesse del gioco in singolo. Possono partecipare due giocatori nello story mode cooperativo e quattro nel deathmatch.

## Veicoli e guidatori
Il parco auto è composto da 14 veicoli diversi, tra cui un sidecar, un carro funebre, un carro attrezzi, un taxi e un enorme veicolo a due ruote. 4 di questi veicoli sono da sbloccare in determinati livelli durante la modalità storia. I veicoli variano tra loro in quattro aspetti, ossia velocità, corazza, attacco speciale e manovrabilità; ognuno di essi ha un attacco speciale diverso ed unico nel suo genere. Utilizzando alcune sequenze di tasti o con l'utilizzo del turbo, si possono anche creare combo devastanti che aumenteranno il danno inflitto. 
Nota: le storie dei personaggi qui sotto narrate non sono presenti nel gioco ma sono disponibili su Youtube, dove è presente un video completo sulla storia di ogni singolo personaggio, eccetto Minion. 
- Junkyardog (Billy Ray Stillwell): Billy Ray Stillwell era un contadino che, insieme alla moglie Annie, si guadagnava da vivere coltivando e rivendendo mais. Un giorno, mentre controllava il proprio raccolto, udí il suono di un aereo, che passò sul raccolto di Billy gettando dell'acido che andò a finire sui campi e addosso al povero contadino che stava tentando invano di fermarlo, soffocandolo e rendendolo incosciente per ore. Al suo risveglio, trovò il campo distrutto e il suo volto terribilmente sfigurato. Come se non bastasse, mentre tornava a casa da Annie, la trovò a baciarsi con un uomo, lo stesso che pilotava l'aereo che ha distrutto il suo raccolto e il suo viso, poche ore prima; sentendo i discorsi, capì che la moglie progettava di ucciderlo da tempo, in modo da intascare l'assicurazione sulla vita e potersi poi risposare con il pilota. Arrabbiato e tradito, Billy Ray afferrò la prima cosa che trovò, una zappa, e uccise brutalmente Annie, fino a renderla irriconoscibile. Il pilota invece riuscì a scappare. Poco tempo dopo, Ray finì nel Manicomio di Blackfield, dove ogni giorno che passa è ossessionato dal pilota e dalla sete di vendetta nei suoi confronti. Un giorno, però, Calypso si presenta da Billy invitandolo a partecipare al suo torneo, dandogli la possibilità di vendicarsi che egli non si lascerà sfuggire. Nel suo finale, vinto il torneo, Calypso porta Billy alla sua fattoria, dove il pilota che gli aveva rovinato la vita si trova ora incatenato a due pali di legno. Billy si prende quindi la sua tanto agognata vendetta, uccidendo violentemente il pilota falciandolo con l'elica del suo stesso aereo, sotto lo sguardo compiaciuto di Calypso. Successivamente, capendo di provare un certo piacere nell'uccidere, l'uomo deciderà di abbandonare la vita da contadino per spostarsi in città, dove viene lasciato intendere che diventerà un serial killer. Il suo veicolo, Junkyardog è un carro attrezzi corazzato di colore rosso e beige. Ha come attacco speciale una grossa palla chiodata esplosiva che viene lanciata dal braccio meccanico sul retro del veicolo, e che causa notevoli danni al nemico se usato correttamente.

- Brimstone (Preacher): Preacher era un evangelista che operava in una chiesa. Una notte, una famiglia portò da lui un bambino posseduto da un demone per esorcizzarlo; il demone all'interno del piccolo ebbe però la meglio sull'evangelista e finì per possederlo e fargli uccidere tutte le persone presenti e devastare la chiesa stessa, poi lo abbandonò esattamente mentre la polizia irruppe nella chiesa, arrestandolo e spedendolo al manicomio Blackfield per omicidio plurimo. Quando Calypso si presenta da lui per offrirgli l'opportunità di partecipare al suo torneo, Preacher accetta, convinto di liberarsi del diavolo in lui e chiedere perdono a Dio, in caso di vittoria. Nel suo finale, Calypso afferma di aver promesso non di liberare Pheacher dal demone dentro di lui, ma solo di rivelargli la verità, ossia che il demone al suo interno non è mai esistito: la voce demoniaca che l'evangelista continuava a sentire era dunque solo frutto della sua immaginazione, e l'esorcismo del bambino era in realtà un semplice battesimo. Sconcertato da questa rivelazione e consapevole di aver compiuto una strage a causa della sua stessa pazzia, Preacher si toglie la vita gettandosi dal tetto di un palazzo. Il suo veicolo, Brimstone, è un Pick-up vecchio e arrugginito con le forme di una Chevrolet El Camino. L'attacco speciale consiste nel lancio di un kamikaze imbottito di esplosivo, lanciato da un palo di legno posto sul cofano del veicolo. Una volta lanciato,  esso punterà il nemico in volo ed esploderà non appena lo raggiungerà.

- Outlaw (Agent Stone): L'Agente Stone era un poliziotto con ottime doti da tiratore scelto e molto rispettato dalla sua città. Un giorno, egli fu inviato a trarre in salvo una donna e sua figlia prese in ostaggio in un palazzo da un criminale che minacciava di ucciderle. Stone, che da sempre covava un odio profondo per i malviventi e vedendo il modo con cui il criminale minacciava la vita delle due innocenti, perse la testa e, all'ordine dei superiori di aprire il fuoco, sparò a raffica contro il palazzo, uccidendo il criminale ma anche i due ostaggi. L'evento provocò un profondo trauma al poliziotto, che si fece spedire nel Manicomio Blackfield, dove è costantemente tormentato dai ricordi di quella notte. Avviene però che Calypso appare e gli propone di partecipare al suo torneo; Stone accetta, sperando di poter esaudire il proprio desiderio di cambiare gli eventi di quel giorno. Nel suo finale, Calypso esaudirà il desiderio del poliziotto, che si ritrova quindi nel momento nel quale sta per aprire il fuoco contro il criminale: questa volta, l'agente mantiene i nervi saldi e riesce nel suo intento senza fare vittime civili; ma proprio quando tutto sembra finire per il meglio, il criminale si rialza e uccide Stone con un ultimo colpo di pistola. Il mezzo di Stone, guidato dallo zio, è un fuoristrada della polizia di dimensioni medie e abbastanza corazzato, appartenente a lui e alla sua famiglia. Il suo attacco speciale è l'Agente Stone che fuoriesce dal tetto del veicolo sparando con la sua torretta, infliggendo discreti danni. Premendo il tasto L2 durante l'attacco, Outlaw sparerà anche missili a ricerca di calore.

- Mr. Grimm (Sidecar): Mr. Grimm è un soldato americano veterano del Vietnam che ha deciso di entrare nel torneo di Calypso per vendicare la morte del suo migliore amico e compagno marine, Benny. I due erano dovuti partire per la guerra del Vietnam molto giovani, e una notte, mentre tentavano di contrattaccare al nemico nel loro territorio, Benny fu ferito gravemente, e i due vennero catturati e imprigionati in una fossa molto profonda per mano di un traditore della causa americana e alleato con i Vietcong. Il traditore aveva un metodo speciale di tortura, ossia l'inedia, e diede loro un coltello, dichiarando che chi voleva sopravvivere doveva cibarsi di quello che sarebbe riuscito a trovare lì dentro. Dopo due giorni di prigionia, Benny morì, e Grimm ormai stremato dai morsi della fame, fu obbligato a sfamarsi di quello che restava del suo migliore amico prima che si decomponesse; una volta finito, il teschio di Benny fu da lui usato come sorta di "elmo". Il desiderio di Mr. Grimm è quindi trovare e uccidere il sadico che lo ha costretto a cibarsi di Benny per sopravvivere. Nel suo finale, vinto il torneo, Grimm va a reclamare la sua ricompensa da Calypso, che mantiene la parola e gli fa portare il traditore, legato e pronto per una "riunione" con il veterano. Dopo averlo ucciso con un'ascia, compiendo così la sua vendetta, Grimm afferma poi di aver sviluppato nel tempo un certo gusto per la carne umana, lasciando quindi intendere che anche lui finirà col diventare un omicida dalle manie cannibali. Il suo veicolo è un sidecar corazzato, e si tratta del veicolo più veloce e più maneggevole del gioco, ma anche del meno corazzato. L'attacco speciale, uno dei più difficili da usare, consiste in una falce esplosiva; l'attacco è molto potente, tanto che tre falci possono quasi distruggere un veicolo nemico.

- Roadkill (John Doe): John Doe è un teppista che fa parte di un gruppetto di malviventi dediti a scippi, rapine e furti, e il suo desiderio è di riacquisire la memoria e ricordare chi era e ciò che ha fatto. Un giorno, lui e il suo gruppo piazzarono una bomba adesiva in un edificio importante in città, in modo che la sua banda potesse essere conosciuta e temuta. Poco prima che la bomba detonasse, però, John entrò nell'edificio e scaraventò la bomba più lontano possibile, evitando così il crollo del locale; nell'esplosione, egli rimase colpito, fu scaraventato verso un muro e perse la memoria, venendo poi internato nel manicomio di Blackfield, dove le terapie non sembrano dare i loro risultati. Dopo aver vinto il torneo di Calypso, però, quest'ultimo gli rivela che era un agente dell'FBI sotto copertura che lavorava per smantellare quella banda e catturare i malviventi. Calypso lo ringrazia di essere stato un concorrente degno di nota, per poi sparargli a bruciapelo alcuni colpi di pistola, in quanto suo nemico. Roadkill è un veicolo molto somigliante alla Dodge Charger del 1970: è molto veloce e ha un attacco speciale molto potente, che consiste nel lancio di sei missili contemporaneamente. Se si lanciano i missili sull'orlo del ritorno di fiamma, si otterrà un bonus per massima potenza, aumentando il danno inflitto.

- Crazy-8 (No-Face): Frank "The Tank" McCutcheon era un pugile che seguì le orme del padre. Una sera, egli affrontò un avversario che lo sconfisse prima della fine del primo round. Dato che il suo volto aveva subito molti colpi, gli amici della sua palestra gli consigliarono alcuni chirurghi, che però Frank non poteva permettersi. Così, andò dal Dr. Hatch, un fan dei suoi incontri, il quale aveva puntato 20.000 dollari su Frank e, amareggiato dalla sua sconfitta, lo anestetizzò e decise di asportargli le labbra, gli occhi e le palpebre per punirlo (da qui il nome No-Face). Risvegliatosi, si ritrovò abbandonato in un vicolo, ricordando chi gli ha fatto tutto questo, e tornò all'ospedale per cercare e uccidere il Dr. Hatch; finì però per uccidere involontariamente sei persone innocenti, cosicché No-Face fu spedito al Manicomio Blackfield. Tempo dopo, da lui si presenta Calypso che gli offre l'opportunità di partecipare al torneo per vendicarsi del dottore. Nel suo finale, vinto il torneo, No-Face va al cospetto di Calypso per reclamare il premio, e gli viene quindi portato davanti il Dr. Hatch, legato e terrorizzato. Calypso dona quindi a Frank un guantone da boxe munito di vari oggetti appuntiti e affilati, con il quale l'uomo si vendica e uccide il dottore. Non avendo occhi e bocca, No-Face si affida agli altri suoi sensi per guidare l'auto di suo padre, Crazy 8, trattasi di un veicolo americano sportivo molto veloce, di colore rosso con una striscia bianca lungo la carrozzeria. Il suo attacco speciale consiste in una scarica elettrica che si abbatte sui veicoli nemici; premendo ripetutamente uno qualsiasi dei tasti del joystick poco prima di sferrare l'attacco, si otterrà un bonus massima potenza, che se usato come si deve può ridurre la barra vitale di qualsiasi veicolo quasi del 90%, risultando quindi estremamente potente.

- Spectre (Bloody Mary): Bloody Mary è una ragazza giovane con il fortissimo desiderio di trovare l'uomo della sua vita che possa renderla felice. Da piccola, mentre provava a dichiararsi a un ragazzo che le piaceva, venne spinta da quest'ultimo nel fango e derisa da lui e dalle sue amiche, il che le provocò un trauma indelebile. Tormentata continuamente da quell'episodio, col passare del tempo Mary vide tutte le sue amiche sposarsi e vivere felici mentre lei è ancora sola. All'ennesimo matrimonio di una sua amica a cui lei era presente, Mary mancò di proposito il bouquet lanciato dalla sposa, poi, complice il fatto di essersi scordata le sue pillole, crollò psicologicamente: uccise quest'ultima con il coltello della torta nuziale e le rubò l'abito da sposa, per poi venir spedita al manicomio criminale Blackfield. Nel suo finale, vinto il torneo, la donna va a reclamare il premio, e Calypso le mostra quindi il suo sposo, un uomo al quale sono stati fatti alcuni "aggiustamenti" (egli presenta infatti una cicatrice sulla testa). Felicissima di aver trovato finalmente la sua anima gemella, Mary si lascia trasportare in braccio dal suo nuovo sposo, ma questi, all'ultimo momento, riacquista abbastanza lucidità per sussurrarle che non la amerà mai (vi è una piccola probabilità che l'uomo sia il ragazzo al quale Mary aveva tentato di dichiararsi da piccola). Ferita e furiosa dopo aver sentito tali parole, Mary uccide lo sposo, per poi decidere di continuare a cercare il suo vero amore, a qualunque costo. Il suo Spectre è basata sulla Chevrolet Corvette Stingray degli anni 70, è velocissima e il suo attacco speciale consiste nel lancio di un missile grande e rumoroso che colpisce il bersaglio praticamente ogni volta, dato che può anche fluttuare sotto terra per raggiungere i nemici; il missile causa numerosi danni e, come lo special di Mr. Grimm, ne bastano 3 per distruggere quasi completamente un veicolo.

- Darkside (Dollface): Darkside è guidato da Dollface, una ragazza con una maschera che riproduce il volto di una bambola piantata in faccia. Dopo il college, Dollface aveva iniziato a lavorare come assistente di un costruttore di maschere, tale Signor Kreel. Un giorno, la ragazza fece cadere accidentalmente del caffè sopra ad alcuni documenti importanti, e il furibondo Kreel decise di punirla piantandole una maschera da bambola in faccia chiusa da una serratura apribile solo con una chiave speciale, per fare in modo che nulla potesse più rimuoverla. Probabilmente a causa del profondo trauma subito, Dollface fu successivamente mandata al Manicomio Blackfield, dove è rimasta per 7 anni, fino a quando Calypso le fa visita proponendole di partecipare al suo torneo in cambio della chiave che le permetterà di liberarsi della maschera, offerta che logicamente Dollface accetta senza pensarci due volte. Nel suo finale, vinto il torneo, Dollface va da Calypso per reclamare il premio, ma per farlo dovrà compiere un sacrificio: la chiave è infatti attaccata a una catena collegata a una vergine di ferro all'interno della quale si trova legato proprio il Signor Kreel; se Dollface prenderà la chiave, Kreel morirà. Dollface è inizialmente riluttante, ma alla fine, ricordandosi del torto subito dall'uomo, afferra la chiave facendo scattare la vergine di ferro che si chiude su Kreel. Dollface deciderà però poi di tenersi la maschera, essendosi ormai abituata ad essa e preferendola al suo vecchio volto, e deciderà poi di cercare e uccidere tutte le "cattive persone" come Kreel. Darkside è una grossa motrice corazzata da tutti i lati del veicolo (sul muso è ancorata un'auto della polizia). L'attacco speciale è semplice ed efficace: appena si userà l'attacco, Darkside suonerà il clacson due volte, accelererà molto velocemente e si schianterà contro i nemici. La potenza dell'attacco può anche essere aumentata utilizzando il turbo.

- Shadow (Raven): Raven è una donna dai poteri paranormali che ha perso la sua migliore amica, Kelly, dopo l'agguato di due teppisti che, deridendola come strega, fecero annegare quest'ultima lanciandola in mare dal molo su cui si trovavano. Raven fu in seguito accusata dai suoi stessi genitori di essere la causa della morte di Kelly e fu rinchiusa al Blackfield. Tempo dopo, saputo della sua brama di vendicare l'amica, Calypso le fa visita per farla partecipare al suo torneo. Nel suo finale, vinto il torneo, Raven va a riscuotere il premio da Calypso, e questi le dona due bamboline voodoo delle quali, dopo un momento di incertezza, la ragazza capisce cosa deve fare: le pugnala, e intanto le pare di sentire in lontananza le urla di dolore di qualcuno. Due giorni dopo, i corpi dei due teppisti che avevano ucciso Kelly vengono ritrovati orrendamente martoriati nella loro auto, proprio sul molo dove si era Kelly era morta. Vendicata la defunta amica, Raven può finalmente vivere una vita felice, decidendo inoltre di tenere da parte le due bamboline in modo da potersi eventualmente vendicare dei genitori che l'avevano rinchiusa in manicomio. Il veicolo di Raven, Shadow, è un carro funebre bianco veloce e corazzato. L'attacco speciale è un alone nero e viola lanciato da Raven stessa che si può fare esplodere addosso al nemico, e che infligge danni evidenti se usato bene.

- YellowJacket (Charlie Kane e figlio): YellowJacket è il primo veicolo dei quattro veicoli sbloccabili. Charlie Kane era un comune tassista, ma venne assassinato mentre era alla guida del suo taxi da suo fratello, Needles Kane, meglio noto come SweetTooth. Un sistema elettronico nella testa di Charlie, creato dal figlio e collegato a un telecomando, riuscì a fargli guidare il suo taxi anche da defunto. YellowJacket è un taxi veloce, e il suo attacco speciale può essere letale: da ogni angolo dell'auto fuoriescono punte acuminate esplosive che possiamo lanciare contro i nemici. Se il giocatore usa il turbo e si lancia addosso a un nemico, potrà ricevere il bonus turbo e il danno sarà ancora maggiore.

- Axel (Axel): Axel e il suo veicolo sono il secondo mezzo sbloccabile nel corso del gioco. Axel è un uomo di colore sulla quarantina con un fisico scolpito, che desidera trovare e uccidere colui che ha assassinato sua moglie (che si rivelerà poi essere Sweet Tooth). Il suo mezzo è un grosso veicolo a due ruote giganti. L'attacco speciale è generato da un anello che Axel possiede alla mano, in grado di scaturire una grande scossa elettrica sul terreno che colpisce chiunque si trovi nei suoi paraggi.

- Warthog (Cage): Warthog è il terzo veicolo da sbloccare nel gioco. La storia di Cage, uno spietato killer, è misteriosa, e il suo desiderio è vincere il torneo di Calypso per farsi rimuovere chirurgicamente il senso del rimorso che prova quando uccide qualcuno, per poter diventare il più grande serial killer di sempre, uccidendo anche SweetTooth. Il suo veicolo è Warthog, che è una sorta di carro armato, in quanto è la carrozzeria di una vecchia station-wagon collegata a un cingolato. Lo special si trova sull'avantreno del veicolo, ed è un cannone che spara lava e magma ai nemici. L'attacco, essendo molto impreciso, non sempre causa grandi danni, ma, se utilizzato bene e con l'ausilio delle mitragliatrici, può essere efficace.

- Manslaughter (Black): Esattamente come Axel e Cage, Black non ha una vera e propria storia alle spalle. Black è un uomo tormentato che porta una specie di maschera che gli copre tutto il volto, occhi esclusi. Il suo veicolo, Manslaughter, è un grosso camion da cantiere con il cassone pieno di grosse pietre esplosive, e possiede un potente attacco speciale: lancia in avanti, tramite il cassone, alcune delle pietre che contiene. Il danno è molto alto se l'arma è usata correttamente e se tutte le pietre colpiscono il nemico.

- Sweet Tooth (Needles Kane): il vero e proprio protagonista della serie. È un pericolosissimo e spietato serial killer mascherato da clown che ha ucciso un numero indecifrato di persone, finché un giorno venne finalmente catturato e condannato a morte tramite sedia elettrica. Durante l'esecuzione, un evangelista (Preacher, guidatore di Brimstone) gli lancia una maledizione, ma la troppa alta tensione gli incendia la testa, e il dolore è tale che riesce a liberarsi dai lacci della sedia e ad uccidere vari poliziotti venuti a sedarlo. Poco dopo, venne spedito al manicomio Blackfield e ci rimase per tre mesi, finché non arriva Calypso che lo invita al suo torneo, con la possibilità di uccidere l'evangelista e, in caso di vittoria, di far svanire la maledizione lanciata da quest'ultimo. Terminato il torneo, Calypso dà al killer una fiala contenente il sangue dell'evangelista, spiegandogli che, una volta ingerita, metterà fine alla maledizione, la quale però riprenderà se continuerà ad uccidere. Dopo una breve riflessione, Sweet Tooth, che non vuole fare a meno del piacere che prova ad uccidere le persone, rompe la fiala e uccide anche Calypso tagliandogli la gola, che descriverà come il miglior assassinio mai compiuto. Il suo veicolo è un furgone dei gelati, lento ma molto corazzato. L'attacco speciale è uno dei più originali di tutto il gioco: il furgone si trasforma in una sorta di cyborg che sparerà missili contro i nemici (20, per la precisione) con tanto di risata malefica in sottofondo. Se almeno 10 missili colpiscono il nemico, si potrà avere il bonus missile 10/10 e il danno sarà maggiore.

- Minion (Marcus Kane): Sul conducente del veicolo si hanno pochissime informazioni. Le uniche cose che si sanno è che è un uomo inquietante e probabilmente un assassino, con una testa di bue sanguinante che utilizza come copricapo, e parla in numeri per evitare di essere scoperto da Sweet Tooth, dalla cui mente vuole scappare. Minion è un gigantesco camion con due enormi cisterne di lava e magma sul retro, ed è inoltre uno dei due boss da affrontare durante la modalità storia. È il veicolo più grande e corazzato che esiste nel gioco (ma di conseguenza il più lento) e si sbloccherà dopo aver completato la modalità storia con tutti i personaggi del gioco. L'attacco speciale è molto potente quasi da poter distruggere un intero veicolo: Minion comincerà a lanciare getti di lava per un lungo periodo (anche ai nemici più lontani, sotto forma di missili incendiari).

## Tecnologia
Il controllo dei veicoli è uno degli aspetti del videogioco più elogiati dalla critica. La grafica è assai scura, quasi priva di colori accesi per rendere al meglio l'effetto di realtà distorta e decadente, unita alla pioggia, che è presente in molti dei livelli del gioco e che varia spesso da pioggerella sottile a veri e propri nubifragi. La musica del gioco è formata sia da suoni ambientali molto lugubri e sinistri, sia da una colonna sonora vera e propria creata con un'orchestra, in pieno stile post apocalittico. I veicoli sono privi di una fisica realistica, il che li rende difficoltosi da controllare e che dà un'impronta spiccatamente arcade al gioco. Il livello di difficoltà è assai elevato per un giocatore alle prime armi, diventando quasi frustrante in alcuni punti. In molti livelli del gioco sarà richiesta una certa dimestichezza e l'utilizzo di alcune tattiche per contrastare i nemici, il che lo rende un gioco molto ostico da affrontare per i meno esperti.

## Critica
Il gioco ha ricevuto recensioni molto positive da molte delle maggiori riviste del settore.
| Pubblicazione   | Punteggio |
| --------------- | --------- |
| Edge            | 9 of 10   |
| Gaming Age      | Grade A-  |
| Game Critics    | 9.0 of 10 |
| Game Revolution | Grade A-  |
| GameSpot        | 9.5 of 10 |
| IGN             | 9.6 of 10 |

## Curiosità
- Per ricollegarsi al titolo e allo stato psicologico dei protagonisti, gli sviluppatori hanno usato in parte come musica introduttiva e totalmente come musica finale la canzone Paint It, Black dei Rolling Stones[10][11].
- La storia di Preacher è probabilmente ispirata dall'omonima serie a fumetti creata dallo scrittore Garth Ennis e pubblicata dalla DC Comics, nella quale il protagonista, Jesse Custer, un predicatore squattrinato che vive in una piccola cittadina del Texas, viene posseduto accidentalmente da una creatura soprannaturale di nome 'Genesis' in un incidente che ha provocato la morte della sua intera congregazione di fedeli ed ha raso al suolo la sua chiesa.
- Due dei veicoli presenti nel gioco, Shadow e Axel, possiedono ciascuno un secondo attacco speciale segreto, eseguibile tramite una sequenza apposita di tasti del controller.